# Шульга, Владимир Ильич
Владимир Ильич Шульга (родился 9 февраля 1954, Воронеж, РСФСР, СССР) — советский и российский актёр театра и кино.
Заслуженный артист РСФСР (1989). Народный артист Российской Федерации (1998).

## Биография
Владимир Шульга родился 9 февраля 1954 года. Актёрскому мастерству обучался в Горьковском театральном училище с 1970 по 1974 год.
После окончания училища Владимир Шульга в течение нескольких лет работал в театре «Буратино» (Магнитогорск). Этот период ознаменовался целым рядом интересных ролей в спектаклях «Необычайные приключения Буратино и его друзей» (Папа Карло, Базилио), «Айболит против Бармалея» (Доктор Айболит), «Маугли» (Табаки), «Божественная комедия» (Адам), «Дракон» (Генрих), «Дядя Ваня» (Войницкий).
В 1982 году вслед за режиссёром Михаилом Скомороховым часть труппы театра «Буратино», включая Владимира Шульгу, уехала в Пермь для работы в Пермском театре юного зрителя. Здесь Владимир Шульга служил почти двадцать лет и за этот период принял участие во многих постановках театра: «Ах, Невский!» (Поприщин), «Ревизор» (Хлестаков), «Идиот» (Князь Мышкин), «Вишневый сад» (Лопахин), «Ричард III» (Ричард III), «Свалка» (Хитрый), «Кандид» (Вольтер), «Приключения Кота Леопольда» (любимец детской аудитории Кот Леопольд) и др. Его работы были высоко оценены как пермской, так и столичной критикой, спектакли с его участием неизменно пользовались успехом у публики.
Период с 1991 по 2001 год стал для Владимира Шульги временем плодотворного творческого сотрудничества с Контрактным театром «Большая стирка» и режиссёром Дмитрием Заболотских. В рамках проекта актёрами и режиссёром было реализовано множество замыслов, воплотившихся в ряде спектаклей: «Этот стул для Вас» по мотивам пьес Ионеско, «Пук молний», «Вся эта Пермь!», телепроект «Успех на эстраде» и другие.
Был задействован также в некоторых постановках пермского театра «Арлекин» («Записки сумасшедшего», «Осторожно, цветы!»), а также Пермского академического театра оперы и балета («Саломея»).
С 2001 года Владимир Шульга работает в Москве. Первый после приезда в столицу театральный сезон прошёл в Театре Российской армии (спектакли «Старый холостяк» и «Ваша сестра и пленница»).
Сегодня Владимир Шульга — актёр московского театра «Школа современной пьесы» (художественный руководитель — Иосиф Райхельгауз). Он также активно сотрудничает с театром «Эрмитаж» (художественный руководитель — Михаил Левитин).
Съёмки в кино стали неотъемлемой частью творческой биографии Владимира Шульги. Опыт работы в кинематографе был получен ещё до переезда в Москву: «Сфинкс» (1990), «Взбунтуйте город, граф!» (1991).
В последнее время Владимир Шульга снимался как в полнометражных картинах («Олигарх» (2002), «Сволочи» (2006)), так и в сериалах: «Лучший город земли» (2003), «Красная площадь» (2004), «Охота на изюбра» (2005), «Жизнь — поле для охоты» (2005), «Примадонна» (2005), «Студенты-1», «Студенты-2» (2005—2006), «Олигарх с Большой Медведицы» (2006), «Возвращение Турецкого» (2007). Интересны и работы актёра в документальном сериале «Гении и злодеи» — серия «Иван Бунин. Сочинение на свободную тему» (2005), а также в юмористической программе «Ха!» (РТР, 2003—2005).
Владимир Шульга участвовал в ряде радиопостановок: детский спектакль «Ёжик в тумане» (Пермь, 1991), радиосериал «Переходный возраст или последнее лето детства» (Радио России, 2006). В настоящее время сотрудничает с телеканалом Россия.

## Звания и награды
- Заслуженный артист РСФСР (1989)
- Народный артист Российской Федерации (1998)
- Почётная грамота Правительства Москвы (27 февраля 2019) — за большой вклад в развитие культуры в городе Москве

## Фильмография
- 1990 — Сфинкс
- 1991 — Взбунтуйте город, граф!
- 2002 — Олигарх
- 2003 — Лучший город земли
- 2004 — Красная площадь
- 2005 — Жизнь — поле для охоты
- 2005 — Охота на изюбря
- 2005 — Примадонна
- 2005 — Студенты
- 2006 — Сволочи
- 2006 — Олигарх с Большой Медведицы
- 2006 — Студенты 2
- 2007 — Возвращение Турецкого. «Клюква»
- 2007 — документальный сериал «Гении и злодеи: Иван Бунин. Сочинение на свободную тему»
- 2007 — Завещание Ленина — Александр Георгиевич Андреев, председатель Общества политкаторжан
- 2007 — Под Большой Медведицей
- 2008 — Знахарь — «Лысогор», «вор в законе»
- 2009 — Любка
- 2010 — Отдел. Пятницкий
- 2011 — Игра — генерал ФСБ РФ (5 серия)
- 2012 — Бедные родственники — Евгений Александрович (эпизодическая роль)
- 2012 — Метод Фрейда
- 2012 — Грач — Николай Павлович Райков
- 2014 — Московская борзая — Константин Пухов
- 2014 — Тихая охота — Тихон Сергеевич («Бабуля»), пожилой вор-карманник
- 2016 — Анна-детективъ — «Ферзь», игрок, карточный шулер
- 2018 — Вне игры — врач
- 2021 — За час до рассвета — Николай Спиридонович, метрдотель ресторана
- 2024 — Тётя Марта — Игорь Дроздович, приятель Василия Самсонова (25 серия)

## Озвучивание
- 2004 — Лиса-сирота — Волк